# Takeo Yano
Takeo Yano (1909 – Belo Horizonte, 1988) foi um judoca japonês que contribuiu para o estabelecimento do jiu-jitsu no Brasil.

## Biografia
Takeo Yano nasceu no Japão, em 1909 e estudou judo no Dai Nippon Butoku Kai em Kyoto, com Hajime Isogai.
Yano chegou ao Brasil na década de 1930. Ele trabalhou com os irmãos Ono, Yasuichi e Naoichi, ensinando judô no Norte do Brasil. Ele também ensinou em São Paulo, Rio de Janeiro e Minas Gerais.
Em 1937, Yano lutou contra Hélio Gracie e empatou. No mesmo ano, voltou a enfrentar outro membro da família Gracie, George Gracie, que venceu o japonês com um estrangulamento. Em 1938, Yano enfrentou George novamente e perdeu com uma chave de perna. Em 1940, Yano e George voltaram a se enfrentar, dessa vez o resultado foi um empate. Como lutador, ele assumiu o nome de ″Demônio Oriental″. Ele também lutou contra Waldemar Santana e o derrotou com uma chave de braço no quarto round.
Seus primeiros faixas-pretas incluíam José Jurandir Moura, a quem ensinou em Fortaleza, Cisando Lima, e Francisco Sá. Em Belo Horizonte teve como discípulo José Senador Rosa.
Acredita-se que Yano tenha introduzido a chave de calcanhar no jiu-jitsu brasileiro.
Em 1976, tornou-se membro fundador da Federação Mineira de Jiu-Jitsu.
Faleceu em 1988, em Belo Horizonte.